# Labigastera
Labigastera – rodzaj muchówek z rodziny rączycowatych (Tachinidae).

## Wybrane gatunki
- L. forcipata (Meigen, 1824)[2][1]
- L. latiforceps Tschorsnig, 2000[2]
- L. nitidula (Meigen, 1824)[2]
- L. pauciseta (Róndani, 1861)[2]